# Opel Adam R2
De Opel Adam R2 is een rallyauto gemaakt door fabrikant Opel voor de R2 klasse in de rally. De wagen is gebouwd volgens de regels van de FIA in 2013 en heeft 185pk.